# 相良知安

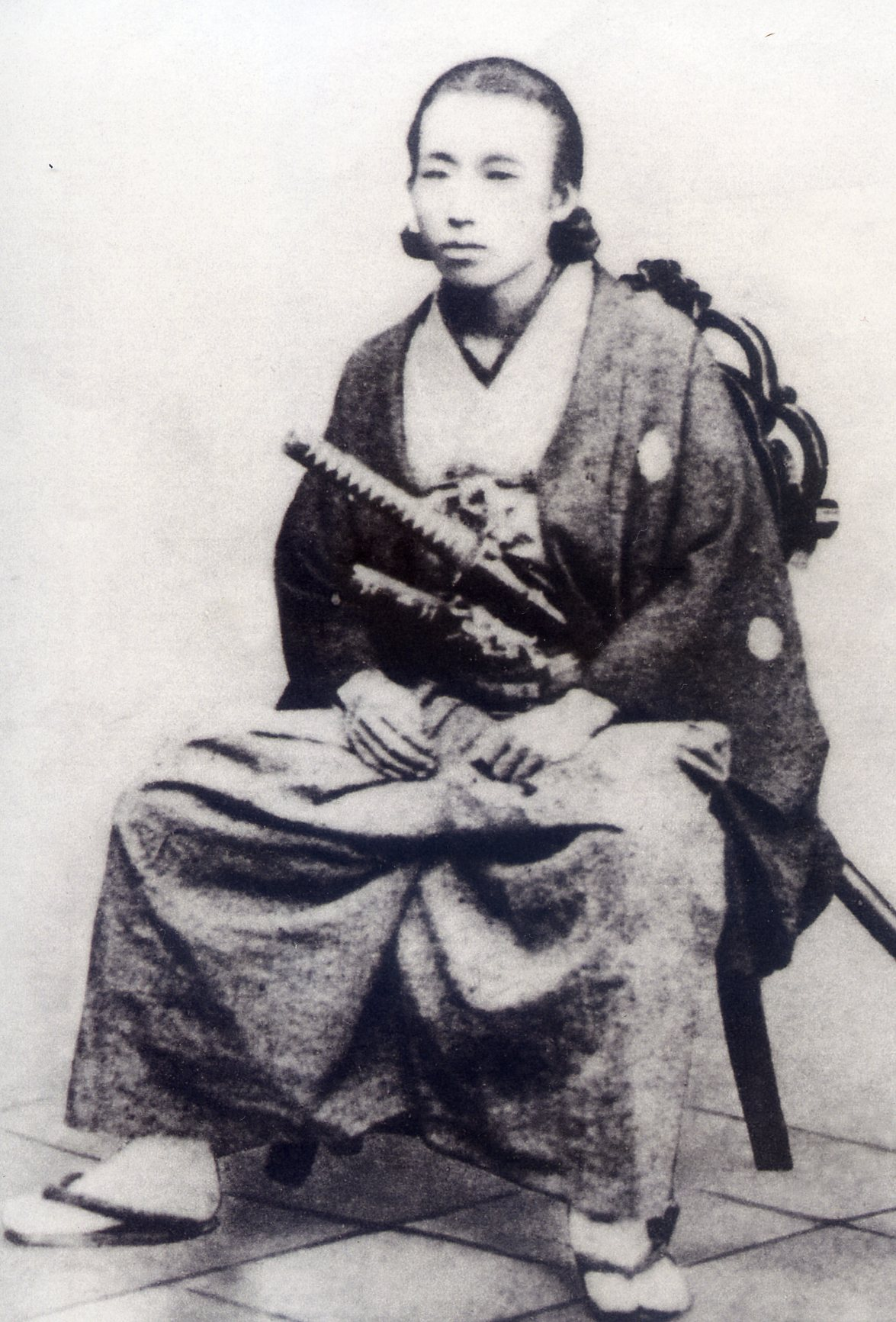
相良知安(20歳代後半長崎にて)

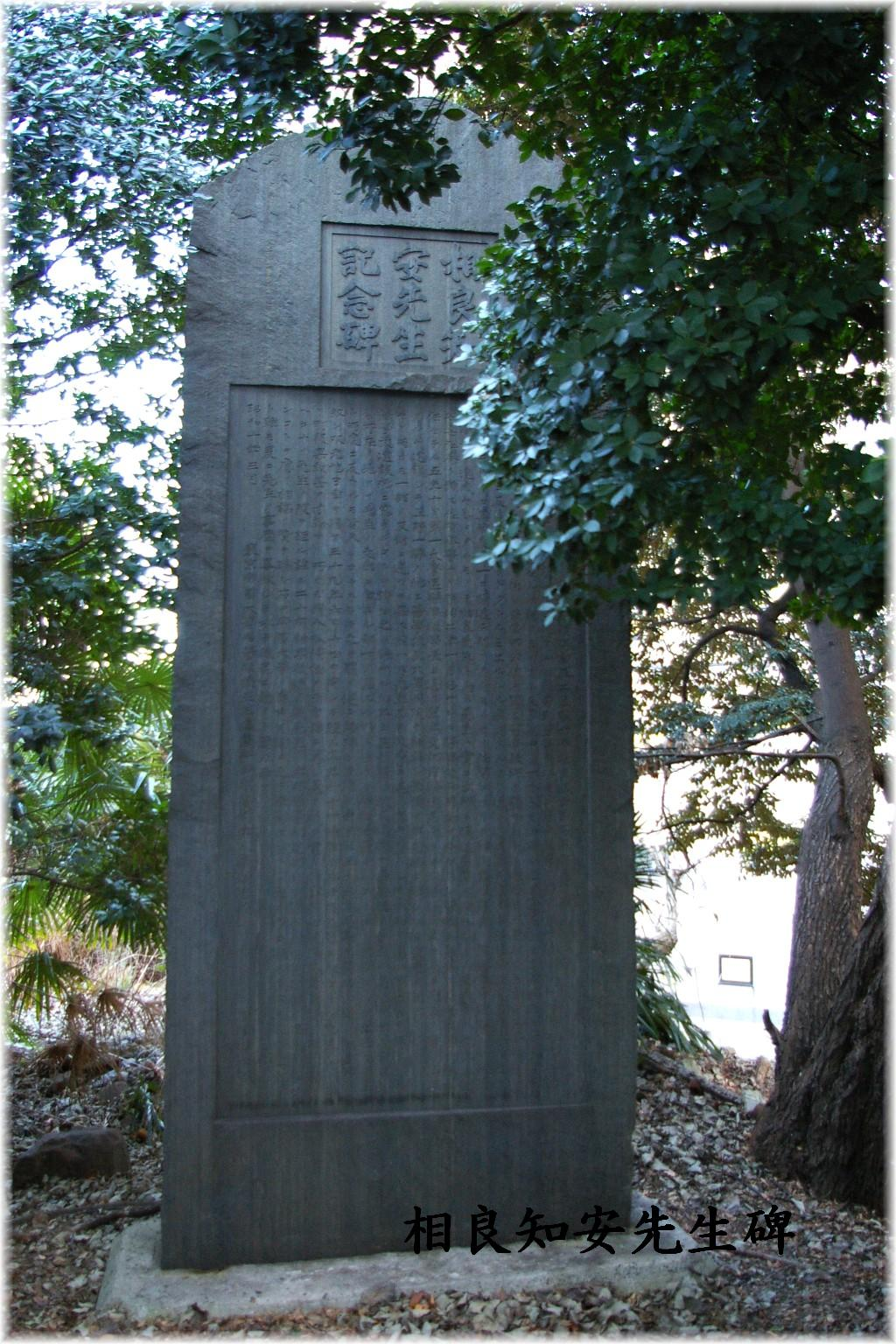
「相良知安先生記念碑」
東京大学本郷キャンパス

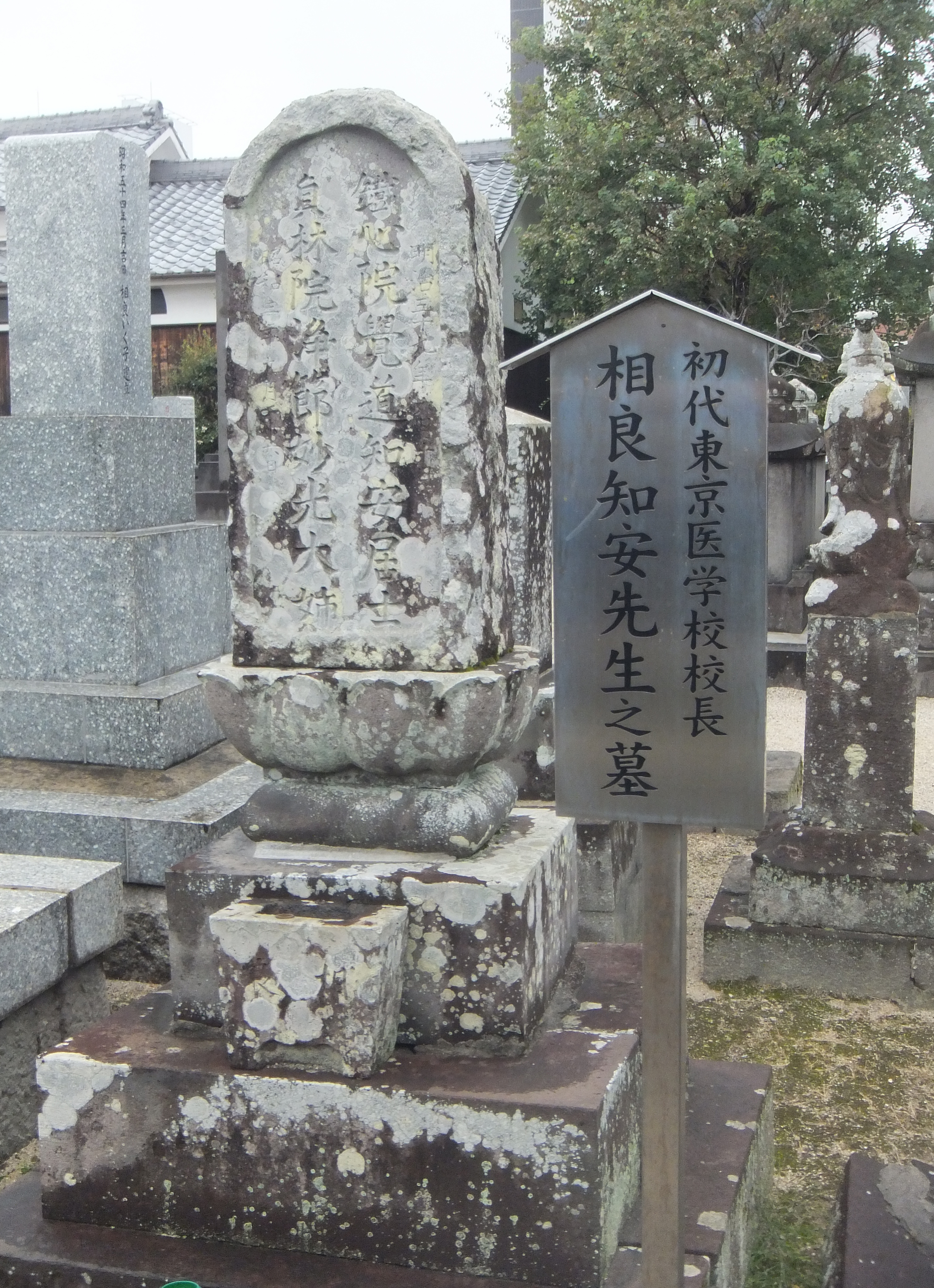
相良知安の墓
城雲院（佐賀市唐人2丁目)

相良 知安（さがら ちあん/ともやす、天保7年2月16日（1836年4月1日） - 明治39年（1906年）6月10日）は、佐賀藩出身の蘭方医。別称は弘庵（こうあん）。

## 略歴
天保7年（1836年）佐賀城下八戸町に生まれる。
嘉永4年（1851年）藩校弘道館に入学、安政元年（1854年）蘭学寮入学。
佐倉順天堂で佐藤泰然、長崎精得館でオランダ人医師ボードインにより医学を学ぶ。明治政府に、イギリス医学ではなくドイツ医学の採用を進言しその説が採用される。
明治初期の医療行政において文部省医務局長などの役職を経験したが、強引なドイツ医学の採用の進言の経緯でウィリスを推していた西郷隆盛や山内容堂の体面をつぶしたことで薩摩閥、土佐閥の恨みを受けた。明治3年（1870年）知安の部下の大学会計の不正疑惑に連座して収監された。この時の弾正台長は土佐閥の河野敏鎌であった。後に石黒忠悳、江藤新平らの献策により出獄が適い復職がかなった。明治6年（1873年）に第一大学区医学校校長と文部省医務局長兼築造局長を罷免される。この理由は前述のドイツ医学採用の経緯や、明治六年政変（征韓論争）で下野した親友の江藤新平を支持したことなどの理由が考えられる。その後は文部省内の閑職で過ごし、明治18年（1885年）文部省御用掛として編輯局勤務を最後に一切の官職から退いた。
なお、1874年（明治7年）に長與專齋の起案によって医制が制定されているが、相良の「医制略則」の草稿を踏襲したものという説もある。
後年は頑迷な性格により世に受け入れなくなり、官界を去り晩年は、妻（多美）を郷里において芝区神明町（当事は古川の川岸は貧民窟として知られた）の長屋に愛人（定）と同棲し、生活に困窮し、筮竹を片手に遊女相手の街の占い師に身を窶したといわれる。64歳で、勲五等瑞宝章を授与される。
1906年、インフルエンザにかかりひっそりと死去した。死後、明治天皇の勅使が「祭粢料」を持って陋宅を訪れた。近所の人々は、長屋に住むうらぶれた老人がかつての政府の顕官であることを知り、驚いたとされる。
墓は佐賀市の城雲院に建てられた。戒名は鉄心院覚道知安居士。
東京大学池之端門看護師寮付近に、石黒忠悳の題額、入沢達吉の選文による碑（「相良知安先生記念碑」）が人知れずひっそり建っていたが、東大病院の創設150周年記念事業の一環として、新入院棟Aの玄関付近に移転した。

## 栄典
位階　
　1873年（明治6年）11月15日 - 従五位
勲章等
　1900年（明治33年）3月24日 - 勲五等双光旭日章

## 家族
- 父・相良長美（6世柳庵） ‐ 佐賀藩外科医[7]
- 長兄・相良安定（7世柳庵） ‐ 侍医、好生館医学校中教授、宮内省少侍医。[7]
- 次兄・伊東武重 ‐ 大蔵省出納局長[8]
- 弟・相良元貞（1841-1875） ‐ 大学東校中助教兼大寮長、大阪医学校中助教を経て、1870年の第1回明治政府派遣ドイツ留学生（9名）の一人として渡欧し、ベルリン大学、ライプチヒ大学で医学を専攻したが、病を得て中退し、帰国後没した。[7]
- 甥・伊東祐穀（1861－1921） ‐ 武重の長男。統計学者、実業家。長年内閣統計局に勤務したのち欧米へ3年間自費留学して統計学理を学び、ハンガリーの万国統計会議出席、世界年鑑作成、海軍大学統計学教授などを経て、佐賀図書館、佐賀瓦斯、中外製薬を創立した。岳父に山高信離、相婿に男爵向山慎吉、長男・祐輝の妻は鳥巣玉樹の妹。[8][9]